# Langues shastanes
Les langues shastanes sont une famille de langues amérindiennes parlées dans le nord de la Californie.

## Classification des langues shastanes

### Classification externe
Les langues shastanes ont été rattachées à l'hypothétique famille des langues hokanes. William Bright, Mary Haas ou Silver les ont regroupées dans un hokan du Nord, avec le chimariko, le karuk, le yana et les langues palaihnihanes. Un lien particulier avec ces dernières, proposé par Dixon dès 1903, est désormais rejeté.

### Classification interne
Le nombre exact de langues shastanes reste difficile à déterminer, en raison de la faible documentation que nous possédons pour certains parlers. Selon V. Golla, deux langues sont clairement établies :
- shasta
- konomihu (†)

Deux autres parlers sont problématiques, le shasta de New River (en), éteint, était probablement une troisième langue shastane. Le cas de l'okwanuchu, également éteint, est plus douteux. Il pourrait s'agir, d'une communauté ou plusieurs langues shastanes étaient parlées.